# Дуейр-Руслан (нохія)
Дуейр-Руслан (араб. ناحية دوير رسلان‎‎) — нохія у Сирії, що входить до складу району Дрейкіш провінції Тартус. Адміністративний центр — с. Дуейр-Руслан.
| Сирія | Це незавершена стаття з географії Сирії. Ви можете допомогти проєкту, виправивши або дописавши її. |